# Enterotoksynogenny szczep pałeczki okrężnicy
Enterotoksynogenny szczep pałeczki okrężnicy, ETEC (od ang. enterotoxigenic Escherichia coli) – szczep pałeczki okrężnicy (Escherichia coli) wytwarzający następujące enterotoksyny:
- ST (typu STa i STb[1]) – ciepłostałą (termostabilną, ang. heat-stable)[2]
- LT (typu LT-I i LT-II) – ciepłochwiejną (termolabilną, ang. heat-labile)[2].

Obie toksyny są strukturalnie i funkcjonalnie podobne do toksyny cholery (którą wydziela przecinkowiec cholery). Toksyna ciepłostała pobudza cyklazę guanylową, a toksyna ciepłochwiejna cyklazę adenylanową zaburzając tym samym transport jonowy.
Do wywołania zakażenia poza toksynami niezbędne są również fimbrie zwane czynnikami kolonizacji (CFA/I, CFA/II, CFA/III), które rozpoznają swoiste receptory na komórkach gospodarza.